# Kawasaki Ki-61

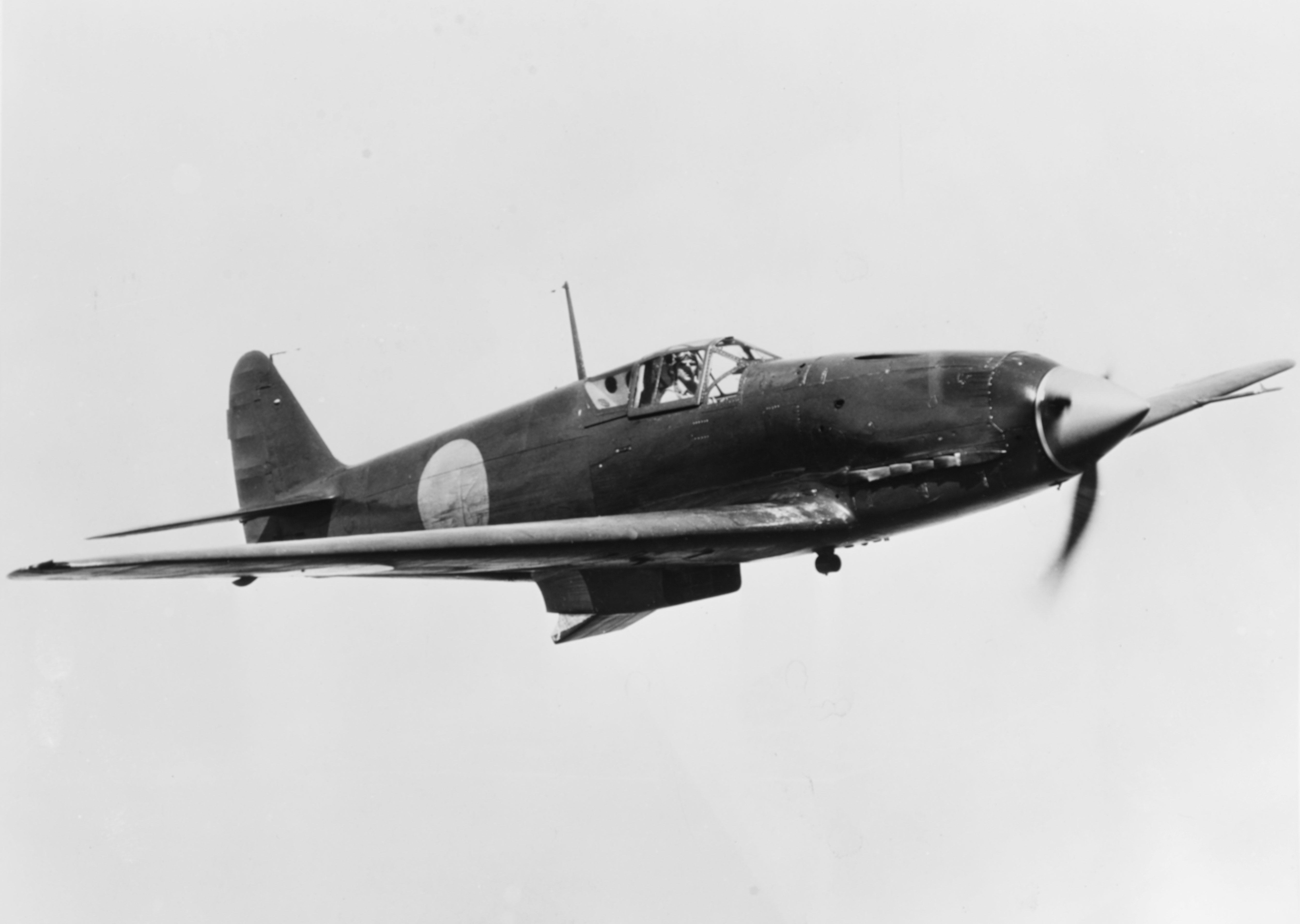
Kawasaki Ki-61 Hien

Die Kawasaki Ki-61 „Hien“ (deutsch Schwalbe) war ein Jagdflugzeug im Zweiten Weltkrieg und eines der wenigen japanischen Flugzeuge mit V-12-Motor im Dienste der Heeresluftstreitkräfte.

## Entwicklung
Die Konstruktion der Maschine wurde stark von der Heinkel He 100 und der He 112 beeinflusst. Interessant ist, dass die Japaner beide Flugzeugtypen von den Deutschen gekauft hatten und anschließend ausgiebig in Japan testeten. Zu den in Deutschland erworbenen Maschinen gehörte, neben anderen, auch der Jagdeinsitzer Messerschmitt Bf 109. Für dessen Triebwerk DB 601 wurden die Lizenzrechte erworben und der Motor als Ha-40 bei Kawasaki (für das Heer) und Aichi (für die Marine) nachgebaut. Chefkonstrukteur war Takeo Doi (1904–1996), der vom Deutschen Richard Vogt, seinem Vorgänger im Amt des Chefkonstrukteurs bei Kawasaki, ausgebildet worden war.
Der Prototyp der Ki-61 flog im Dezember 1941 zum ersten Mal. Die ersten Maschinen (Ki-61-I) gelangten im Sommer 1942 zu den Einsatzverbänden. Viele weitere Varianten folgten, mit Verbesserungen bei Bewaffnung, Panzerung und den Triebwerken sowie beim Rumpf und der Vollsichtkanzel.
Ebenfalls deutsche Einflüsse gab es in Bezug auf die Bordwaffen der Kawasaki. Es wurden 20-mm-MG-151/20-Mauser-Kanonen importiert, mit denen die „Tony“ (der alliierte Kodename für die „Hien“) eine starke Bewaffnung aufwies. Zwar gab es anfangs nur vier 12,7-mm-Maschinengewehre, schon sehr früh kamen jedoch bis zu vier 20-mm-Kanonen zum Einbau. Einige Versionen, so beispielsweise die Ki-61-I-KAId, wurden sogar mit 30-mm-Maschinenkanonen bewaffnet.
Auch als Jagdbomber fand die Ki-61 Verwendung. Sie konnte eine Bombenlast von 500 kg unter den Tragflächen mitführen (2 × 250-kg-Bomben).
Dieser agile Jäger wies jedoch auch Schwächen auf: Beim Motor, wie bei der He 100, gab es ständig Probleme mit den Kühlsystemen. Gegen Ende des Pazifik-Krieges kam es auch noch zu Qualitätsverlusten in der Produktion, da die japanische Industrie unter den schweren Luftangriffen der Alliierten litt und viele Facharbeiter zum Kriegsdienst abberufen wurden.

## Kawasaki Ki-100
Die Kawasaki Ki-100 war eigentlich eine Zwischenlösung und aus der Not heraus entstanden.
Für 275 bereits produzierte Ki-61-Flugzeugzellen standen nicht genügend V-12-Motoren zur Verfügung. Fachleute entschieden, diese Zellen mit dem bis zu 1.103 kW (1.500 PS) starken Mitsubishi-Ha-112-Sternmotor (dieses Triebwerk kam ebenfalls in der Ki-46 „Dinah“ zum Einsatz) auszurüsten. Damit ging zwar die Aerodynamik der Front der Ki-61 verloren, die Leistungseinbußen fielen jedoch nicht zu sehr ins Gewicht.
Das erste Flugzeug mit diesem Sternmotor hob erstmals im Februar 1945 vom Boden ab. Die offizielle Einführung erfolgte als Heerestyp 5 Jäger. Dieser Abfangjäger kam im März 1945 zu den Heimatverteidigungsverbänden der japanischen Heeresflieger. Dort konnte er sich gegen die alliierten Bomberströme recht gut behaupten. Von weiteren 121 Ki-100 verfügten 118 Maschinen über einen verkürzten Heckrumpf mit Vollsichtkanzel (Ki-100-Ib). Einige Ki-100 wurden mit Turboladern ausgerüstet, um in größeren Höhen mehr Leistung zu bringen.
Wie die Ki-61 eignete sich die Ki-100 auch als Jagdbomber. Trotz des Charakters einer Notlösung stellte sich die Ki-100 als eines der besten japanischen Jagdflugzeuge heraus.
Von der Ki-61 bzw. Ki-100 wurden ungefähr 3.300 Flugzeuge hergestellt. Hinzu kamen noch einige Versuchs- und Prototypen wie beispielsweise die Ki-64. Heute existieren nur noch wenige Kawasaki „Hien“.

## Technische Daten

Dreiseitenriss Kawasaki Ki-61

| Kenngröße             | Daten Kawasaki Ki-61-Ib                                                     | Daten Kawasaki Ki-100                                                        |
| --------------------- | --------------------------------------------------------------------------- | ---------------------------------------------------------------------------- |
| Besatzung             | 1                                                                           | 1                                                                            |
| Spannweite            | 12,00 m                                                                     | 12,00 m                                                                      |
| Länge                 | 8,75 m                                                                      | 8,82 m                                                                       |
| Höhe                  | 3,70 m                                                                      | 3,75 m                                                                       |
| Leermasse             | 2.630 kg                                                                    | ca. 2.600 kg                                                                 |
| Startmasse            | 3.470 kg                                                                    | ca. 3.500 kg                                                                 |
| Triebwerk             | ein V-12-Motor Kawasaki Ha-40 (Heerestyp 2), 1.191 PS (876 kW)              | ein Sternmotor Mitsubishi Ha-112 (Heerestyp 4), 1.520 PS (1.118 kW)          |
| Höchstgeschwindigkeit | ca. 600 km/h                                                                | ca. 580 km/h                                                                 |
| Steigrate auf 5.000 m | 5:31 min                                                                    | ca. 6 min                                                                    |
| Dienstgipfelhöhe      | ca. 11.500 m                                                                | ca. 11.000 m                                                                 |
| Einsatzreichweite     | ca. 1.100 km                                                                | ca. 1.400 km                                                                 |
| Bewaffnung            | 2–3 × 20-mm-Kanonen 2 × 12,7-mm-Maschinengewehre einige auch 4 × 12,7-mm-MG | 2 × 20-mm-Kanonen mit 120 Schuss 2 × 12,7-mm-Maschinengewehre mit 200 Schuss |
| Außenlast             | 2 × 250-kg-Bomben unter den Tragflächen 2 × 200-Liter-Zusatztanks           | 2 × 250-kg-Bomben unter den Tragflächen 2 × 200-Liter-Zusatztanks            |